# Moscheea Id Kah
Moscheea Id Kah este o moschee din orașul Kaxgar, China. Numele de Id Kah vine de la Eid Gāh din limba persană care înseamnă Locul Sărbătorilor. De asemenea, aceasta este cea mai mare moschee din China.

## Istorie și arhitectură
Moscheea a fost construită în anul 1442 din ordinul lui Saqsiz Mirza, conducătorul din Kaxgar, pe locul unei clădiri mai vechi și a unui cimitir din anul 996. El a frecventat-o în mod special pentru a se ruga pentru rudele sale decedate. În anul 1538, nepotul său Ubul Adibek, a renovat și a extins moscheea transformând-o într-un adevărat centru religios în memoria unchiului său Mirza.
De-a lungul timpului, mai multe evenimente tragice au avut loc în această moschee. Pe data de 9 august 1933, generalul Ma Zhancang l-a decapitat pe liderul uigur Timur Beg și i-a agățat capul pe vârful unuia dintre minaretele moscheii. În anul 1934, emirul uigur Abdullah Bughra a avut aceeași soartă. De asemenea, pe data de 31 iulie 2014, imamul Juma Tahir a fost ucis de către trei extremiști uiguri.
Moscheea Id Kah este considerată a fi cea mai mare moschee din China. Având două minarete și o suprafață totală de aproximativ 16.800 de metri pătrați, ea poate găzdui în timpul rugăciunilor circa 10.000-20.000 de persoane.

## Galerie de imagini

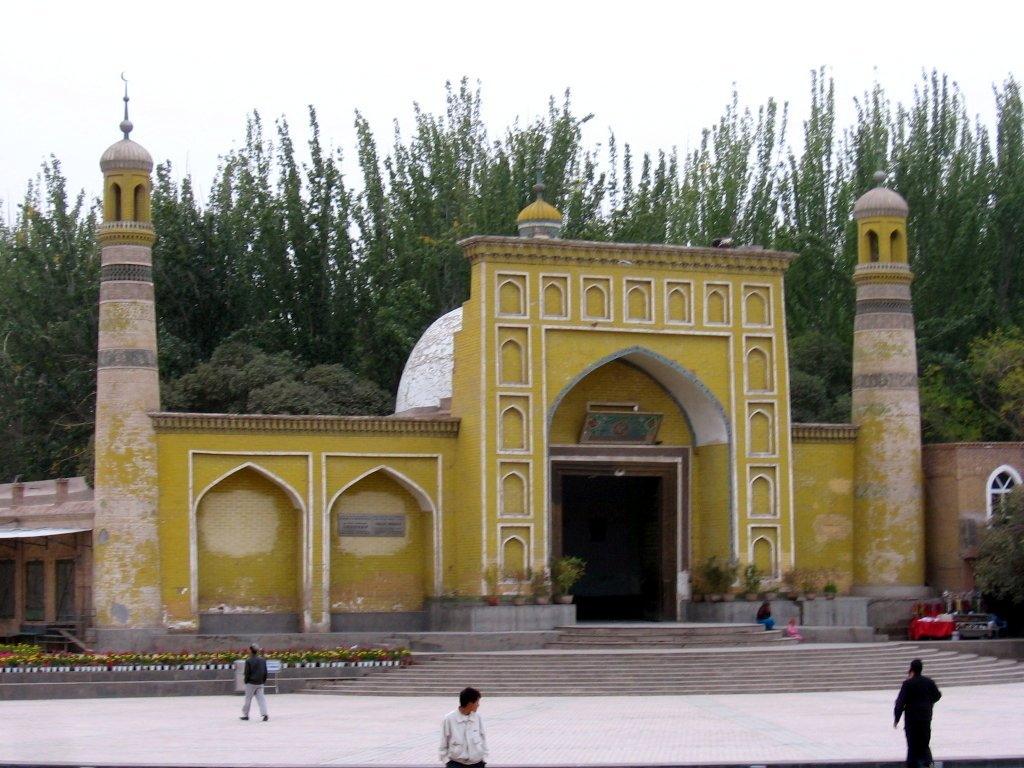
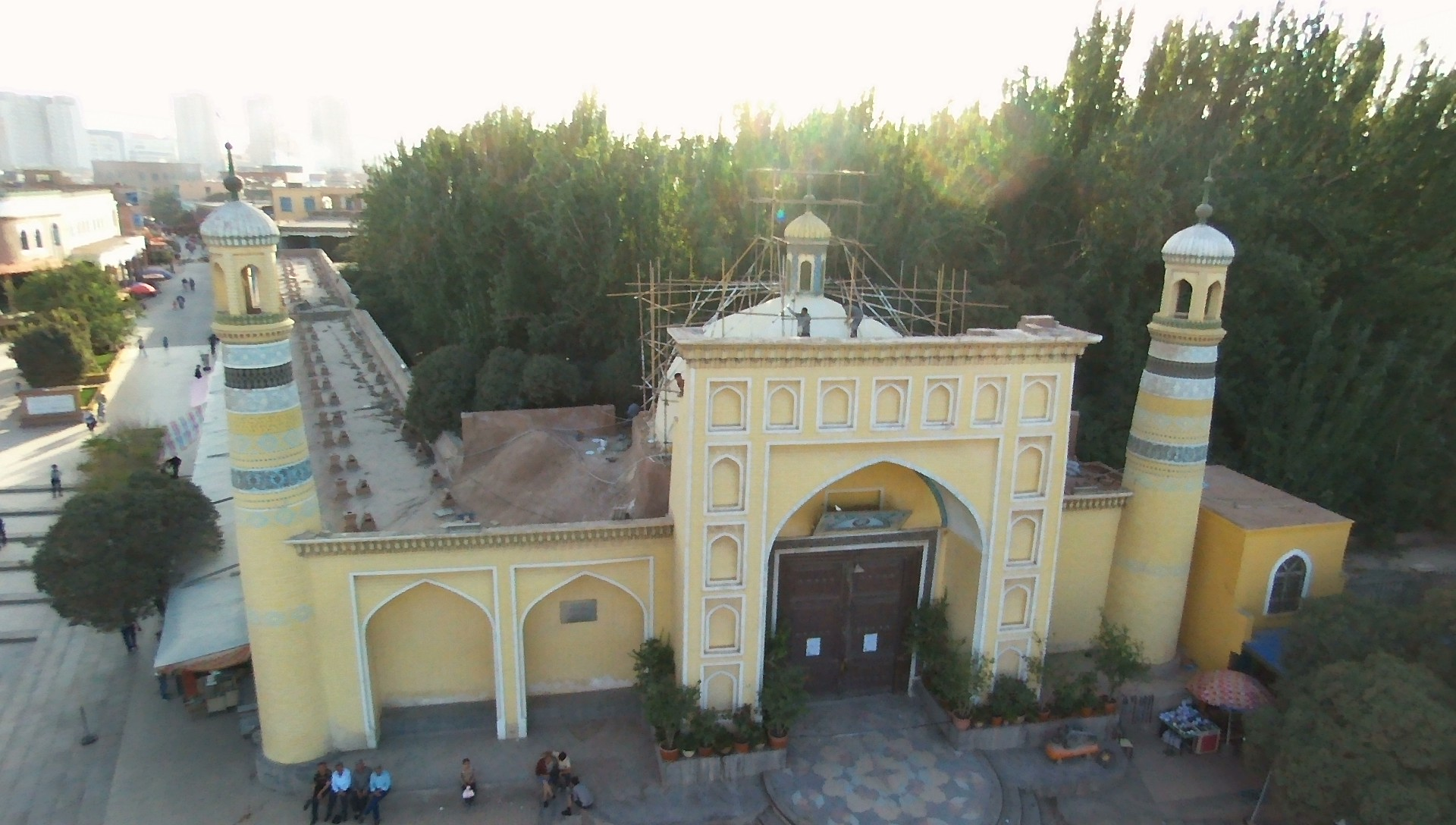
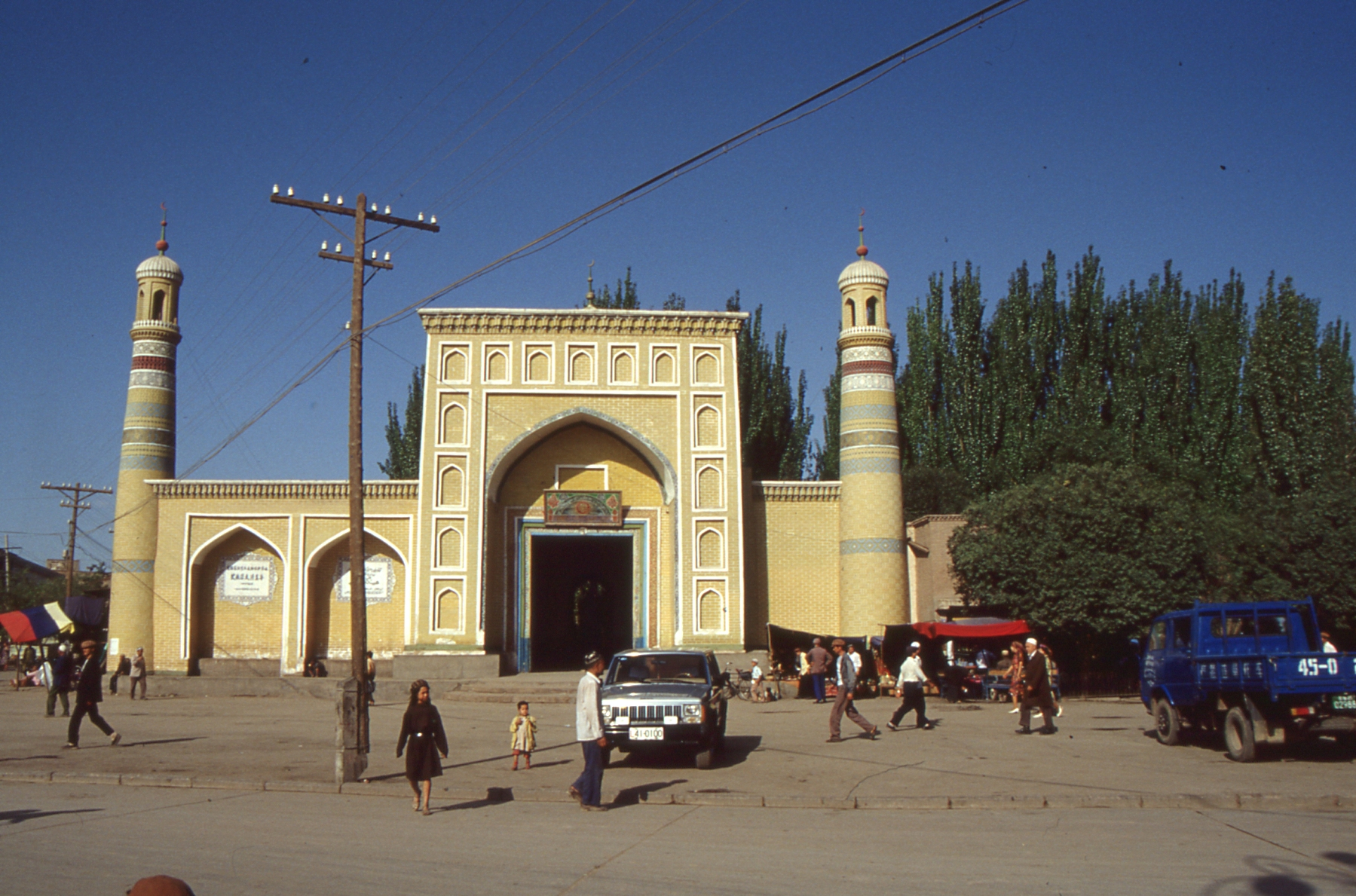
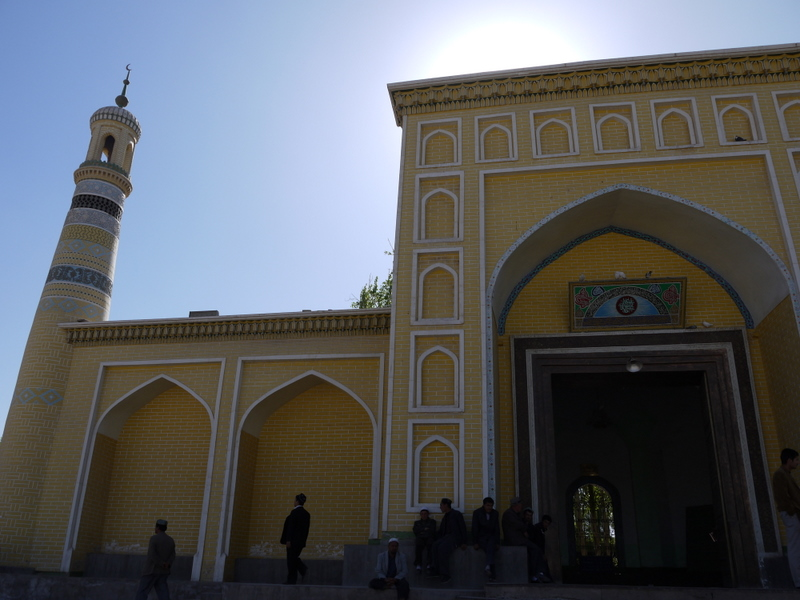
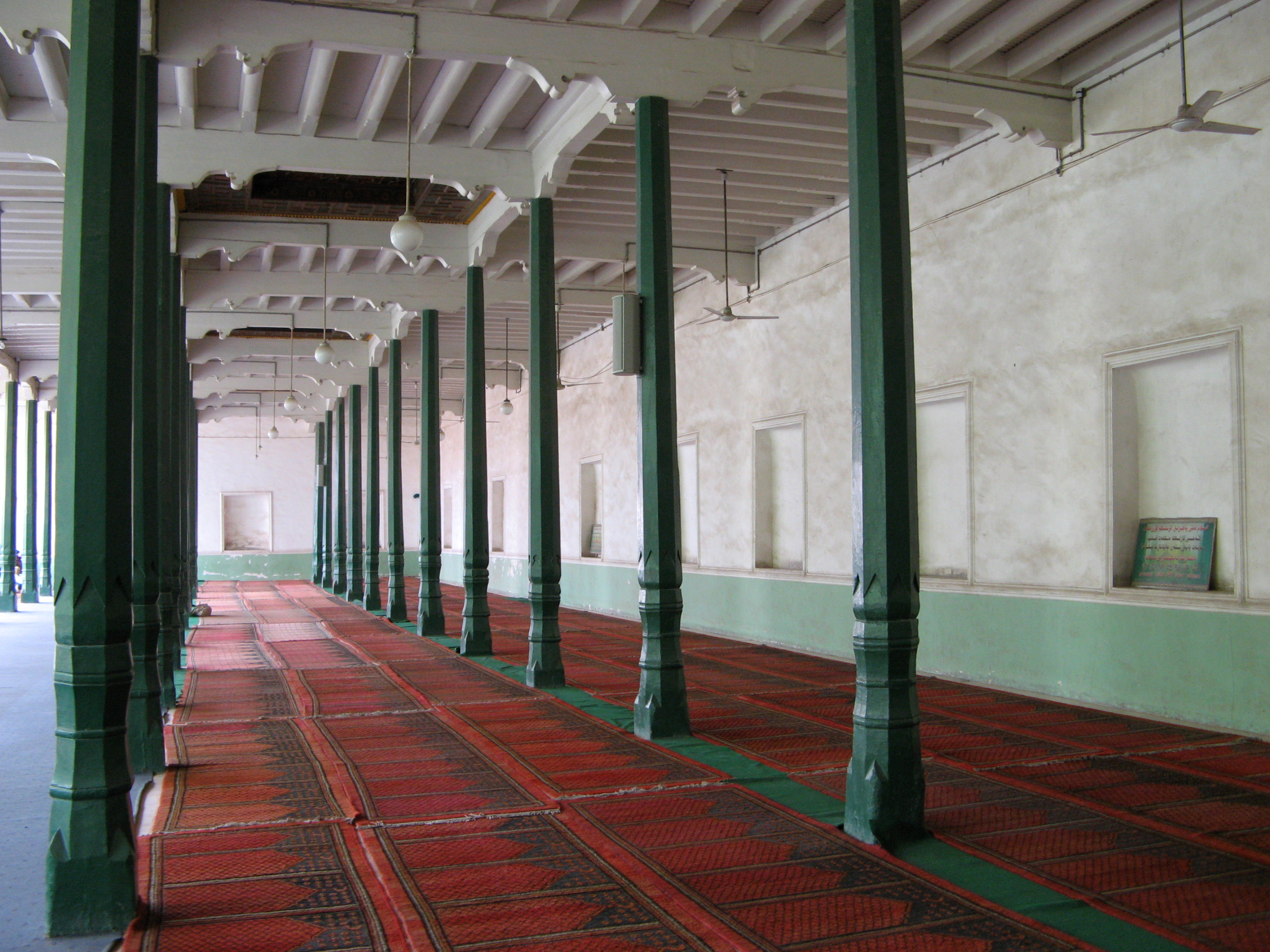